# Typhlocyba albifascia
Typhlocyba albifascia är en insektsart som först beskrevs av Anufriev 1979.  Typhlocyba albifascia ingår i släktet Typhlocyba och familjen dvärgstritar. Inga underarter finns listade i Catalogue of Life.